# Кенжайлау
Кенжайлау (каз. Кеңжайлау, до 2010 г. — Чебаково) — село в Таскалинском районе Западно-Казахстанской области Казахстана. Входит в состав Кощинского сельского округа. Код КАТО — 276043400.

## Население
В 1999 году население села составляло 206 человек (112 мужчин и 94 женщины). По данным переписи 2009 года, в селе проживали 104 человека (53 мужчины и 51 женщина).